# Conocarpus
Conocarpus (L., 1753) è un genere di piante appartenente alla famiglia delle Combretaceae, diffuso nella zona tropicale di America ed Africa.
Il nome del genere deriva dal greco κονος (konos), che significa "cono", e καρπος (karpos), che significa "frutto".

## Descrizione
Hanno portamento arbustivo o arboreo, con fusti molto ramificati, alti da 1 a 20 m.

## Distribuzione e habitat
Una delle specie, C. erectus è ampiamente diffusa nelle mangrovie della fascia tropicale di America e Africa occidentale; l'areale di C. lancifolius invece è ristretto ad una piccola area attorno alle coste del Mar Rosso (Somalia e Yemen)..

## Tassonomia
Il genere Conocarpus comprende due sole specie:
- Conocarpus erectus L.
- Conocarpus lancifolius Engl.